# Helen Brownson
Helen Louise Brownson (1917) és una gestora d'informació i documentalista teòrica nord-americana. És la primera persona que va emprar el terme tesaurus en el camp de la Informació i Documentació.

## Vida i Obra
Es va graduar a la Universitat de Kansas l'any 1938 en idiomes espanyol i francès. El coneixement de l'idioma espanyol li va permetre treballar a la companyia aèria Pan-American pel tracte amb Amèrica Llatina. Es va casar l'any 1941, any en què es va traslladar amb el seu marit, que havia trobat feina de buròcrata a la capital nord-americana, a Washington DC.
Quan l'any 1942 els Estats Units d'Amèrica van entrar en la Segona Guerra Mundial, el seu marit es va allistar a l'armada americana i Bronwson va trobar treball com a buròcrata del Comitè de Recerca Mèdica, en un lloc relacionat amb la documentació. L'any 1946 s'incorpora al departament de Defensa dels Estats Units com a secretària de Vannevar Bush, dins de la Comissió d'Informació Tècnica i Científica. Allí, va començar a enfrontar-se a l'abundant publicació de literatura grisa, sobretot en enginyeria, informes tècnics i carrera armamentística en l'escenari de la Guerra Freda. L'any 1951 es va integrar a la National Science Foundation, com a assistent al desenvolupament de programes d'informació científica de recerca a la seva oficina d'informació científica.
L'any 1957 hi ha un fet clau: el llançament pels russos del satèl·lit artificial Spútnik, per la qual cosa la Casa Blanca es va posar en contacte amb Brownson i la Fundació Nacional de la Ciència perquè impulsessin projectes relacionats amb els processos documentals, dotant-los d'un ampli finançament. Aquest impuls va arribar després de constatar que la Unió Soviètica posseïa uns serveis d'indexació, resum i difusió d'informació científica més desenvolupats que els americans. Al maig d'aquest any, Brownson va participar en la Dorking Conference on Classification on va utilitzar el terme tesaurus com a llenguatge documental, basat en diferents xarxes de significats relacionats, citant-ho a més com una eina mecanitzada per a la Recuperació d'informació. Amb ell, Brownson analitza la problemàtica de traduir els conceptes i les seves relacions, tal com s'expressen en els documents, en un llenguatge més regularitzat, amb els sinònims controlats i les seves estructures sintàctiques simplificades.
Entre 1964 i 1967 va organitzar nombrosos seminaris a la Universitat Rutgers on s'estudiaven, analitzaven i comparaven diversos sistemes d'indexació i classificació. L'any 1966 va fundar la Annual Review of Information Science and Technology.
També l'any 1966, Brownson s'incorpora al Departament de Recerca nord-americà com a administradora de projectes de processament d'informació fins a la seva jubilació l'any 1970.
Va publicar llibres i nombrosos articles sobre Ciència de la Informació; un d'ells Research on handling scientific information (1960) va ser publicat en la revista Science, sent un dels pocs articles sobre aquests temes acceptats per aquesta prestigiosa revista.